# (100323) 1995 OY1
(100323) 1995 OY1 es un asteroide perteneciente al cinturón de asteroides, descubierto el 22 de julio de 1995 por Stephen P. Laurie desde el Church Stretton Observatory, Church Stretton, Inglaterra.

## Designación y nombre
Designado provisionalmente como 1995 OY1.

## Características orbitales
1995 OY1 está situado a una distancia media del Sol de 2,351 ua, pudiendo alejarse hasta 2,915 ua y acercarse hasta 1,787 ua. Su excentricidad es 0,239 y la inclinación orbital 7,411 grados. Emplea 1316 días en completar una órbita alrededor del Sol.

## Características físicas
La magnitud absoluta de 1995 OY1 es 16,2.